# 翻訳メモリ
翻訳メモリ（英: translation memory）は、原文と翻訳文を一対としてデータベース化し、その内容を自動的に繰り返し利用することで翻訳を支援する翻訳支援ツールである。

## 翻訳メモリの基本機能
翻訳メモリは、翻訳を仕事とする人の業務の効率化と質の向上を支援するためのソフトウェアである。「翻訳メモリ」は厳密には原文と訳文のデータベースを指し、それを利用するソフトウェアは「翻訳メモリ ツール」と呼ばれる。「翻訳メモリ ツール」のことを「翻訳メモリ」と呼ぶことも多い。
従来型の翻訳メモリには、通常翻訳ソフトのような構文解析機能はない。したがって、翻訳メモリ ツールを使用することによって、原文が自動的に翻訳されることはない。翻訳自体はあくまでも翻訳者が行う。ただし、近年では翻訳メモリ ツールと翻訳ソフトを統合することにより、さらに効率の良い翻訳支援環境が実用化されている。
翻訳メモリの主な機能は
- 翻訳者によって書き起こされた翻訳を、その原文とともに、専用のデータベースに登録すること
- 過去にデータベースに登録された翻訳を、同じまたは類似の原文が出てきたときに自動的に引用すること

である。
これらの機能によって、
- 同じ文章を繰り返し翻訳する
- 文章を手作業で複製し貼り付ける

などのこれまで翻訳者に任されていた単純作業を自動化し、さらに
- 同じ文章や類似した文章の翻訳における表現の統一

も自動化されるため、文書全体としての翻訳品質の向上も期待できる。

## 翻訳メモリのその他の機能
翻訳メモリには、次のような追加機能を持っているものが多い。
- 用語辞書作成・引用
- 原文のレイアウト維持または再現
- 仕事としての翻訳を支援する機能
  - 翻訳分量の算出
  - スペルチェック
  - 複数の翻訳者が1つの文書を分担する場合の共同作業の支援

## 翻訳ソフトとの比較
翻訳メモリは、翻訳ソフトへの幻滅から生まれたといわれている。しかし、現在では以前よりも翻訳ソフトやそれが動作するハードの性能が向上し、また翻訳ソフトの利点が見直されている。翻訳メモリでは、本来パソコンにできるような単純作業まで、人間がしなくてはならない手間があるからである。
翻訳ソフトに翻訳メモリ機能が含まれていることや、逆に翻訳ソフト機能を持つ翻訳メモリもあるが、どちらの機能もそれぞれ単体の製品には及ばない。

## 代表的な翻訳メモリ

### AppleTrans
Apple製のmacOS用翻訳メモリ。無料で配布されている。

### Déjà Vu（デジャヴ）
特定のソフトと連動するのではなく、独立したソフトとして機能する。Word・Excel・PowerPointなどのMicrosoft Officeアプリケーション、RTF、MIF、HTML、XML、SGML、Javaのプロパティファイルなどに対応している。TMX規格に準拠した翻訳メモリも使用することができる。

### Felix（フィリックス）
Microsoft Word・Excel・PowerPointのアドインとして機能する。原稿ファイルを直接上書きして翻訳を行う。HTMLファイルはTagAssistという独立したWYSWYGエディタを使用して作業する。

### Google Translation Toolkit（Google 翻訳者ツールキット）
Web上で扱える翻訳メモリであり、Googleのサービスと連動する。翻訳メモリと機械翻訳を組み合わせて翻訳を行なう。翻訳メモリはGoogleの本社に格納されるグローバル共有TMと、機密事項を扱う際のプライベートTMに切り替えて使うことができる。翻訳検索結果を5段階に分けて評価することにより、精度を高められる仕組みになっている。
ウェブページ、ウィキペディアの記事、Knolの記事を直接取り込むことが可能。ローカルファイルではAdWords Editorアーカイブ (.aea)、HTML (.html)、 Microsoft Word（.doc）、OpenDocument テキスト (.odt)、 テキスト形式（.txt）、RTF (.rtf)、 SubRip (.srt)、SubViewer (.sub) を翻訳可能。TMX規格の翻訳メモリが使用可能になっている。
なお、2019年12月4日にサービスを終了している。

### Isometry（アイソメトリー）
ウェブブラウザ上で機能する。他の翻訳メモリツールで作成されるTMX規格に準拠した翻訳メモリもインポートし使用することができる。Microsoft Word・Excel・PowerPointファイルなどに対応している。

### Memsource（メムソース）
クラウドSaaSベースでの翻訳メモリの共有が可能。エディタは直感的なインターフェイスにより習得に時間がかからない。翻訳メモリはTMXまたはMicrosoft Excelの形でインポート・エクスポート可能。他の翻訳メモリツールで作成されるTMX規格に準拠した翻訳メモリもインポートし使用することができる。各種フォーマットに対応。

### MemoQ（メモキュー）
特定のソフトと連動するのではなく、独立したソフトとして機能する。直感的なインターフェイスにより数時間でツールを使いこなすことが可能。翻訳メモリはTMXで保存され、エクスポートも可能。他の翻訳メモリツールで作成されるTMX規格に準拠した翻訳メモリもインポートし使用することができる。Microsoft Word、Excel、PowerPoint、HTML、CSV、TXT、RTF、TradosTag（TTX; モノリンガル; 全ての文字セット）、XML (.xml) 、Adobe Framemaker (.MIF) 、Adobe InDesign (.INX) ファイルなどに対応している。Windows用、有料。

### OmegaT（オメガティー）
独立したソフトとして機能する。OmegaTは自由ソフトウェアである (GPL)。プラットフォーム非依存性の高いJavaで実装。Windows、macOSやLinux向けには起動用アプリケーションが存在し、各プラットフォームへの統合を前提とした成果物が個別に配布されているにもかかわらず、Javaさえあれば使えるパッケージも配布されている。
Microsoft Office 2007以降の.docxや.xlsxなどのExtensible Markup Language|XML形式なら直接対応している。それ以前のバージョン (.doc、.xls、.ppt) をOffice 2007形式やODF形式に変換してから対応している。HTML、DocBook XML、Javaのプロパティファイルなどにも対応している。TMX規格に準拠した翻訳メモリも使用することができる。

#### OmegaT+（オメガティー プラス）
OmegaTの機能を継承するかたちで開発される自由ソフトウェアであるが、OmegaTの翻訳プロジェクトと互換性のないようにできている。作業の進捗状況や、稼働状況を知らせる表示領域が設けられるなど、OmegaTにはないいくつかのユーザインタフェースレベルの機能が追加されているが、OmegaT 1.4.4以降のソースコードを基本的には再利用しない方針で、根本な機能の開発と公開はOmegaTよりは遅れている。

### SDLX（エスディーエルエクス）
特定のソフトと連動するのではなく、独立したソフトとして機能する。SDLはTradosを買収した。

### TRADOS（トラドス）
専用エディタを使用して作業する。バージョン2007までは元データがRTFおよびDocのファイル形式の場合は、Microsoft Wordと連携して作業することが多かったが、2011以降のバージョンでは専用エディタ上で作業できるようになり、バージョンアップに応じて機能や対応可能なファイル形式が拡張されている。
TMX規格に準拠した翻訳メモリをインポートして使用できるほか、SDLTMという独自のファイル形式で翻訳メモリを管理できる。

### Transit（トランジット）
特定のソフトと連動するのではなく、独立したソフトとして機能する。元データのファイル形式に関係なく、すべてのファイルは専用のテキストファイルに変換される。

### Translation Workspace（トランスレーション ワークスペース）
ライオンブリッジが2010年4月にGeoworkz.com上にてSaaSとしてリリース。従来のデスクトップベースでの翻訳メモリの利用ではなく、サーバベースでの翻訳メモリの共有を可能にした。

### XTM（エックスティエム）
オンプレミスまたはクラウドSaaSベースでの翻訳メモリの共有が可能。

### TraTool（トラツール）
特定のソフトと連動するのではなく、独立したソフトとして機能する。翻訳メモリはタブ区切りテキスト形式（拡張子TSV）で保存されるので、通常のテキストエディタや表計算ソフトで編集が可能。Windows用、有料。

### Wordfast（ワードファースト）
詳細は「Wordfast」を参照
独立したソフトとしてではなく、Microsoft Wordのマクロとして機能する。操作はWord上で行う。操作方法や文節の切り方はTRADOSに類似している。翻訳メモリはテキスト形式で保存されるので、通常のテキストエディタ（Unicode対応）で編集が可能。TRADOS、Déjà Vu、Star Transit、SDLXなどで作成されるTMX規格に準拠した翻訳メモリも使用することができる。

### みんなの翻訳
情報通信研究機構言語翻訳グループと東京大学図書館情報学研究室による共同プロジェクト。翻訳支援エディタ「QRedit」は登録すればフル機能が使用可能になる。三省堂グランドコンサイス英和辞典の参照、共同翻訳機能、掲示板、用語登録が使用可能。

### OpenTM2
IBMのTM/2に由来するオープンソースでエンタープライズレベルの翻訳環境を提供する。Windows XPがサポートOSだがVistaや7でも動作する。HTML、OpenOffice、XHTML、XLIFF、XML、Javaのプロパティファイルなどにも対応している。 TMX規格に準拠した翻訳メモリも使用することができる。翻訳メモリの共有機能については1.0 Releaseを目指し調整中。

### GlobalSight
オープンソースの翻訳管理システム。ワークフロー管理、翻訳メモリの集中管理が可能。Microsoft Word、RTF、Microsoft PowerPoint、Microsoft Excel、XML、HTML、Javascript、PHP、ASP、JSP、Java Properties、FrameMaker、InDesign、RESX、Portable Object、Passolo 2011などにも対応している。
アプリケーションサーバのオペレーティングシステム (OS) としてWindows Server 2003、64-bit Windows Server 2008、Ubuntu Linux Serverをサポートする。JBoss、Javaも必要。データベースサーバはアプリケーションサーバと兼ねる事も可能だが、別の専用サーバを用意する事が奨励されている。データベースとしてMySQLをサポートする。
前出のOmegaTと連携可能で、オフラインエディタとしては公式にOmegaTが推奨されている。